# Коваль (фамилия)
Кова́ль (укр. Коваль, бел. Каваль, пол. Kowal) — украинская, белорусская и польская фамилия. Происходит от прозвища Кова́ль, которое образовано от названия профессии укр. «коваль» — кузнец
В Украине в начале 2000-х гг. проживало более 91 тыс. людей с данной фамилией, а в Польше более 18 тыс.
Родственные фамилии: Ковалёв, Ковалик, Коваленко, Ковалёнок, Ковальчук, Ковальчик, Ковалевич, Ковалевский, Кавалян, Ковальский, Ковач.

## Известные носители
- См. Коваль